# ماريا ريزوتي
ماريا ريزوتي (من مواليد 8 نوفمبر 1953) عضو في مجلس الشيوخ الإيطالي من فورزا إيطاليا. وهي تمثل بيدمونت.